# Agammaglobulinämie
Agammaglobulinämie (Synonyme: Hypo-γ-Globulinämie, γ-Globulin-Mangelkrankheit und Antikörpermangelsyndrom) ist eine X-gebundene Immundefizienz (mit konstanter Infektionsbereitschaft), bei der aufgrund eines Gendefekts die B-Lymphozyten nicht vollständig ausgebildet werden können. Folge ist die Abwesenheit der B-Lymphozyt-Rezeptoren, was den Körper zu einer Immunreaktion auf bakterielle Infektionen unfähig macht.

## Agammaglobulinämien beim Menschen
Man unterscheidet verschiedene Formen der Agammaglobulinämie. Alle Formen zeichnen sich durch einen Immunodefizit in Form fehlender Antikörper aus.
Je nach zugrunde liegender Mutation und Vererbung werden unterschieden:
- AGMX1 (Agammaglobulinämie, X-LINKED; XLA;  Bruton-Syndrom; Agammaglobulinämie Typ Bruton; AGMX1 IMMUNODEFICIENCY 1; IMD1), X-chromosomal-rezessiv, tritt beim Neugeborenen auf, Mutationen am BTK-Gen am Genort Xq22.1[2]
- AGM1 (Agammaglobulinämie Typ 1, autosomal rezessiv), autosomal rezessiv, Mutationen im IGHM-Gen an 14q32.33[3]
- AGM2 (Agammaglobulinämie Typ 2, autosomal rezessiv), autosomal-rezessiv, Mutationen im IGLL1-Gen an 22q11.23[4]
- AGM3 (Agammaglobulinämie Typ 3, autosomal rezessiv), autosomal-rezessiv, Mutationen im CD79A-Gen an 19q13.2[5]
- AGM4 (Agammaglobulinämie Typ 4, autosomal rezessiv), autosomal-rezessiv, Mutationen im BLNK-Gen an 10q24.1[6]
- AGM5 (Agammaglobulinämie Typ 5, autosomal Dominant), autosomal-dominanter Erbgang, Mutationen im LRRC8A-Gen an 9q34.11[7]
- AGM6 (Agammaglobulinämie Typ 6, autosomal rezessiv), autosomal-rezessiv, Mutationen im CD79B-Gen an 17q23.3[8]
- Die sekundäre Agammaglobulinämie, die infolge eines allgemeinen schweren Eiweißmangels oder im Rahmen eines schweren, kombinierten Immundefektes auftritt, ist im Gegensatz zu den beiden erstgenannten erworben und nicht vererbt.

## Agammaglobulinämien bei Haustieren
Pferde: Bei Araberfohlen kann es durch eine autosomal-rezessiv vererbte Kombinierte Immundefizienz (SCID) zur Agammaglobulinämie kommen. Hierbei fehlen sowohl die globulinproduzierenden B-Lymphozyten als auch die für die zelluläre Abwehr verantwortlichen T-Lymphozyten. Weltweit wurden bisher drei Pferde beobachtet, die eine Agammaglobulinämie als Folge einer selektiven Abwesenheit von B-Lymphozyten hatten.
Hunde: Bisher wurde ein isolierter Fall einer kombinierten Immundefizienz bekannt, der in einer Familie von Bassethunden auftrat. Eine schwerere Form der kombinierten Immundefizienz tritt auch bei Jack Russell Terriern auf.